# Anii 320
Secole: Secolul al III-lea - Secolul al IV-lea - Secolul al V-lea
Decenii: Anii 270 Anii 280 Anii 290 Anii 300 Anii 310 - Anii 320 - Anii 330 Anii 340 Anii 350 Anii 360 Anii 370
Ani: 320 | 321 | 322 | 323 | 324 | 325 | 326 | 327 | 328 | 329